# Pariška tijara
Pariška tijara je papinska tijara koju je dobio papa Lav XIII., u čast zlatnog jubileja njegovog zaređenja za svećenika. Tijaru je dizajnirao i proizveo Émile Froment-Meurice.
Papa Lav XIII. pojavljuje se često na slikama s ovom tijarom. 1903. je procijenjena na 250.000 dolara.